# Synallaxis albescens
Synallaxis albescens е вид птица от семейство Furnariidae.

## Разпространение
Видът е разпространен в Аржентина, Боливия, Бразилия, Венецуела, Гвиана, Колумбия, Коста Рика, Панама, Парагвай, Перу, Суринам, Тринидад и Тобаго, Уругвай и Френска Гвиана.